# Painho-de-cauda-forcada

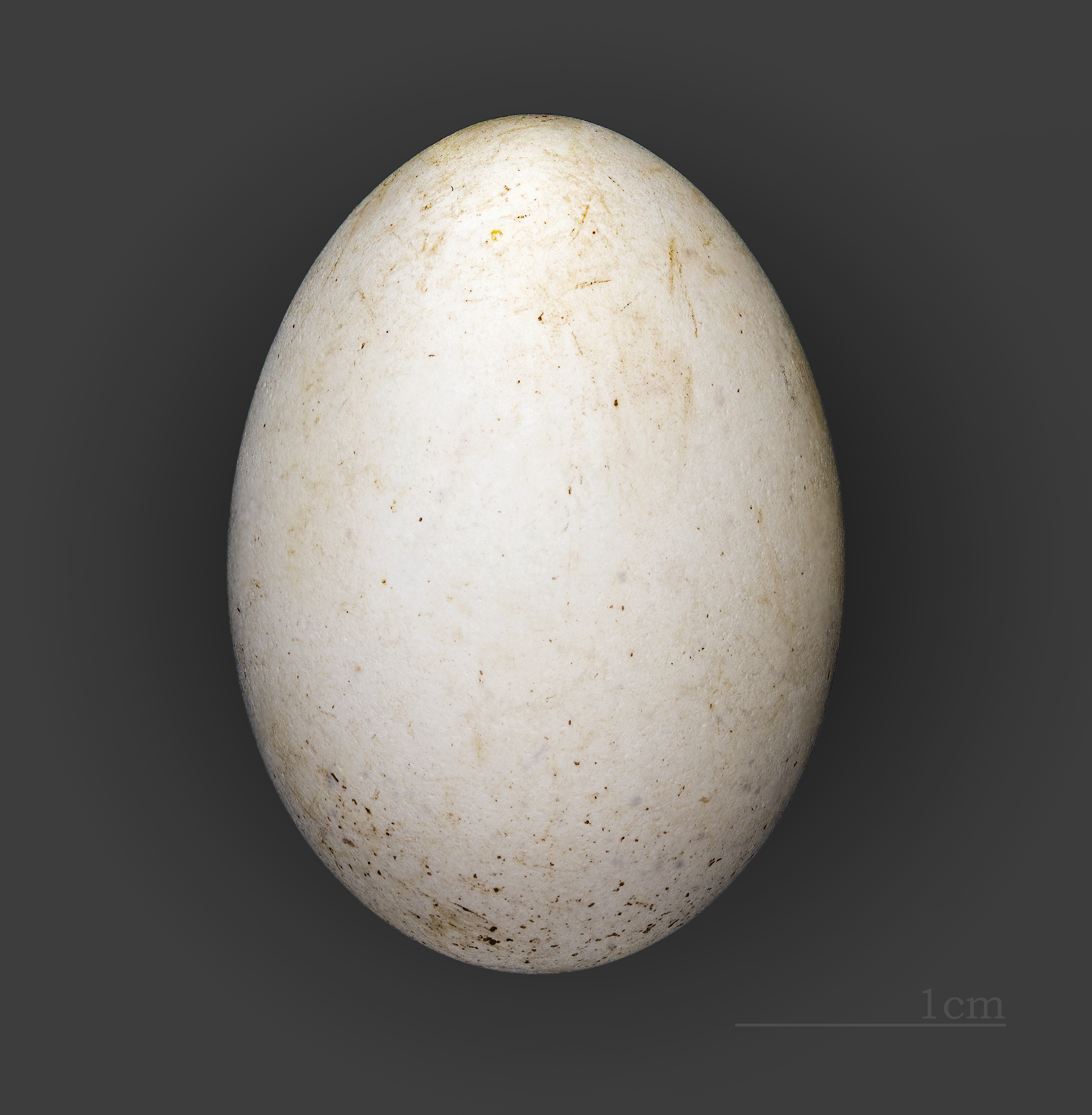
O ovo.

O painho-de-cauda-forcada (Hydrobates leucorhous), é uma pequena ave marinha pertencente à família Hydrobatidae. É um pouco maior que os outros membros da sua família, distinguindo-se pelas asas mais longas e pelo risco preto no uropígio branco. O resto da plumagem é preta.
Nidifica nas ilhas da Escócia, nas ilhas Féroe e em ilhas ao longo da costa da Noruega e da Islândia. Inverna em latitudes tropicais e subtropicais, ocorrendo ao largo da costa portuguesa fora da época de nidificação.

## Subespécies
São reconhecidas quatro subespécies:
- Hydrobates leucorhous leucorhous (Vieillot, 1818): Norte do Pacífico: do nordeste do Japão e norte e leste através das ilhas Kuril e Aleutas até o sul do Alasca e sudeste da Califórnia. Norte do Atlântico: do nordeste dos USA e leste do Canadá até a Islândia e as Ilhas Féroe, norte da Escócia e noroeste da Noruega.
- Hydrobates leucorhous chapmani (Berlepsch, 1906): Ilhas de São Benito e Coronados, no México.
- Hydrobates leucorhous cheimomnestes (Ainley, 1980): Ilha de Guadalupe, México.
- Hydrobates leucorhous socorrensis (Townsend, 1890): Ilhotas de Guadalupe, México.